# Karlshamns museum
Karlshamns museum har fastigheter och samlingar som beskriver händelser och personer i Karlshamns historia. Museet är i huvudsak uppdelat på tre fastigheter, Smithska huset, von Bergens punchfabrik och Skottsbergska gården.
Smithska huset, som fått sitt namn efter brännvinskungen L O Smiths son Otto, är museets huvudbyggnad och ligger i hörnet av Drottninggatan och Vinkelgatan. Här finns utställningar som speglar stadens historia och näringar. Båtmodeller, fiskeredskap och skeppsmålningar visar den starka anknytningen till havet. Takmålningar vittnar om de tidiga borgarnas välbeställdhet. Karlshamnsfödda Alice Tegnér uppmärksammas med ett särskilt minnesrum. Här finns också utställningar om skrivmaskinstillverkningen på Facit Halda i Svängsta, norr om Karlshamn och glass- och margarintillverkningen på Karlshamns AB, numera AAK och ett rum om Karlshamn–Vislanda Järnväg.
I samma kvarter finns flera av de gamla varumagasinen kvar och på gården utanför museet ligger holländarhuset, Karlshamns äldsta hus.
En bit bort på Vinkelgatan ligger Karlshamns konsthall med von Bergens punchfabrik. Här återuppfördes 1976 punchfabriken som bland annat tillverkade Carlshamns Punsch. Här finns också en utställning om E G Johanssons Boktryckeri som bland annat tryckte Karlshamns Allehanda till och med 1976.
I samma kvarter, med ingång från Drottninggatan, ligger Skottsbergska gården som är en köpmansgård från 1700-talet. Gården har fått sitt namn efter handelsmannen Adolf Johan Skottsberg, som ägde den 1831-1856.  I huset går det att se hur en köpmansfamilj bodde på 1700- och 1800-talen. 
Museet drivs av den ideella Föreningen Karlshamns museum. Föreningen ger, sedan 1986, ut årsboken Carlshamniana med artiklar och berättelser från Karlshamns historia.